# 2
Cet article possède un paronyme, voir Ձ.
Cette page concerne l'année 2  du calendrier julien. Pour l'année 2 av. J.-C., voir 2 av. J.-C. Pour le nombre 2, voir 2 (nombre).
L'année 2 est une année commune qui commence un dimanche.

## Événements
- 1er janvier, Rome : début du consulat Publius Alfenus Varus et Publius Vinicius[1].
- Caius César signe un traité de paix avec le roi des Parthes Phraatès V (Phraatecès) sur l'Euphrate ; Caius dénonce à Auguste son tuteur Lollius qui se suicide[1]. Le roi des Parthes laisse aux Romains les mains libres en Arménie[2], révoltée contre Rome après la mort du dernier des Artaxiades, Tigrane IV.
- Publius Sulpicius Quirinius devient Conseiller en chef de Caius en Arménie pour remplacer Marcus Lollius[3].

- Juillet : rappel de Tibère à Rome par l'empereur romain Auguste.
- Septembre/octobre, Chine : mise en œuvre du premier recensement qui donne une population de 57 671 400 habitants[4].

## Naissances
- Apollonius de Tyane, philosophe et thaumaturge.

## Décès
- 20 août[1] : Lucius César, fils de Marcus Vipsanius Agrippa et Julia, petit-fils et fils adoptif d'Auguste, à Messine.
- Marcus Lollius Paulinus.